# Calamaria rebentischi
Calamaria rebentischi là một loài rắn trong họ Rắn nước. Loài này được Bleeker mô tả khoa học đầu tiên năm 1860.

## Hình ảnh

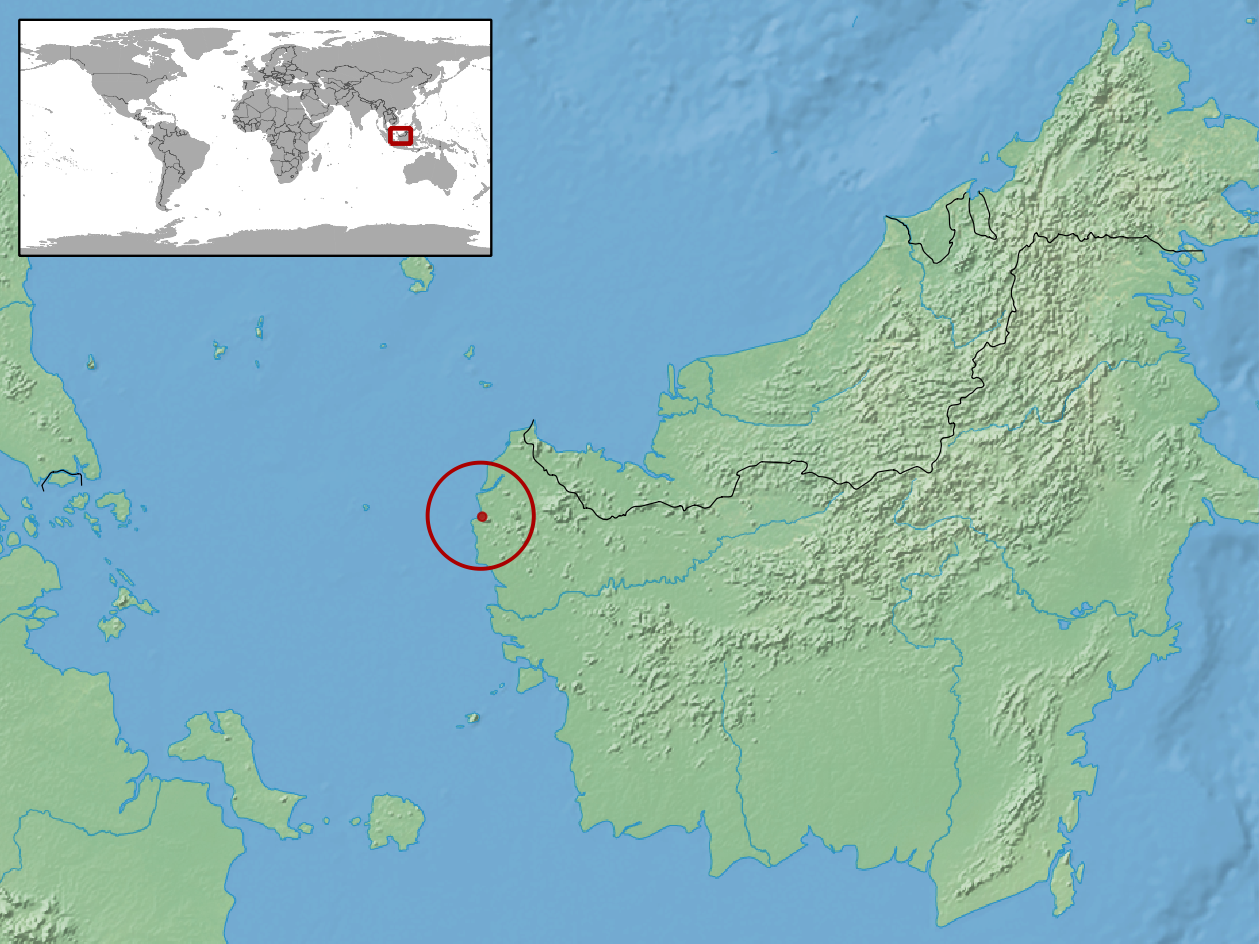